# Kōnstantinos Stivachtīs
Kōnstantinos Stivachtīs (in greco Κωνσταντίνος Στιβαχτής?; Atene, 22 maggio 1980) è un pallavolista greco, palleggiatore del Kīfisia.

## Palmarès

### Club
- Campionato greco: 3

2017-18, 2018-19, 2020-21
- Coppa di Grecia: 2

2015-16, 2016-17
- Coppa di Lega: 4

2015-16, 2016-17, 2017-18, 2018-19

### Nazionale (competizioni minori)
- Giochi del Mediterraneo 2018
- European Silver League 2019